# 콩스베르그

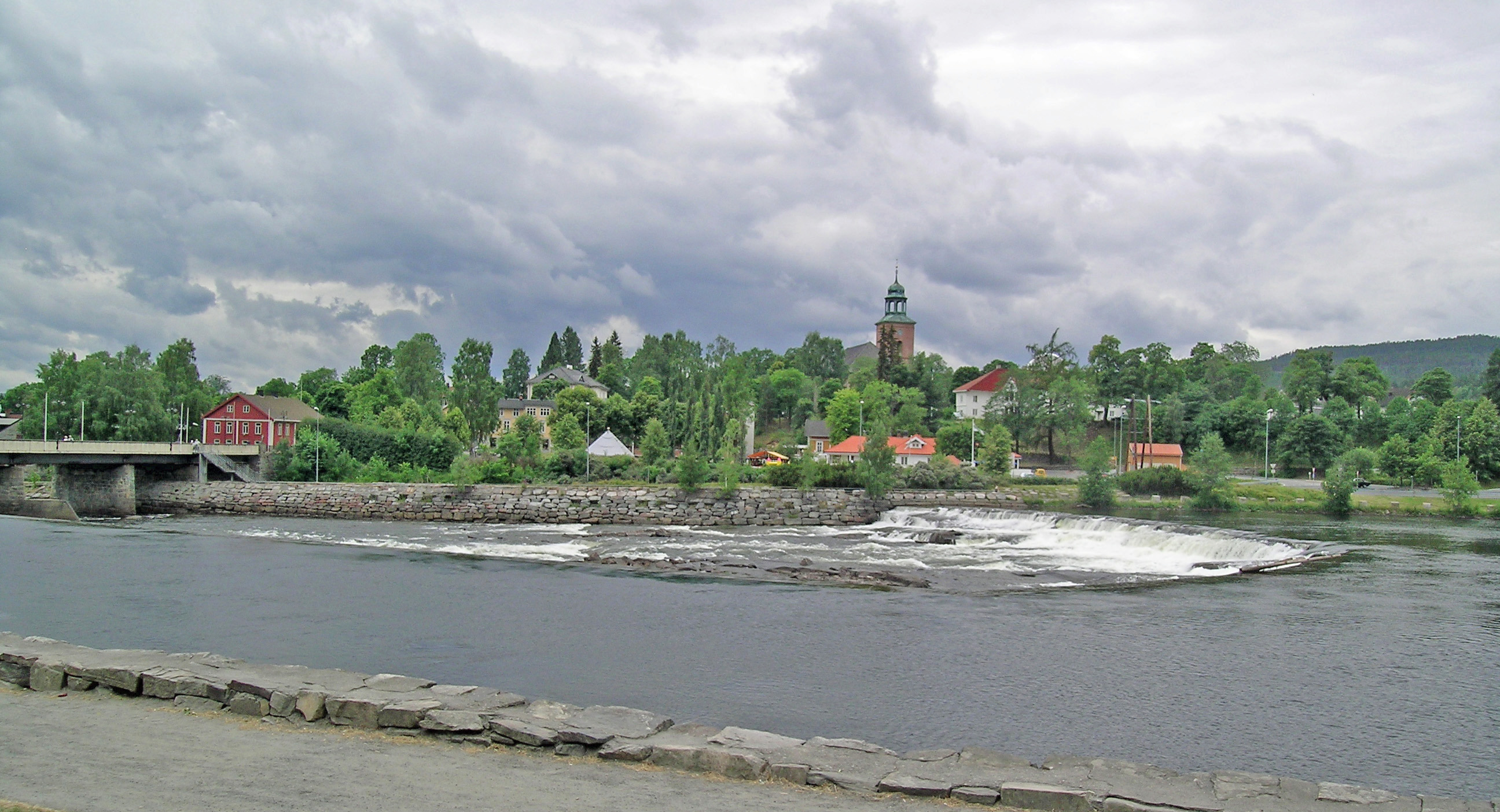

위치

콩스베르그(Kongsberg)는 노르웨이의 부스케루주에 위치한 도시이다. 누메달 전통 지역의 남부 끝자락에 위치해 있다. 이 행정구의 관할 센터는 콩스베르그에 위치해 있다.

## 자매 도시
콩스베르그의 자매 도시는 다음과 같다.
- 일본 - 일본 지토세시
- 핀란드 - 핀란드 에스포
- 네덜란드 - 네덜란드 하우다
- 스웨덴 - 스웨덴 크리스티안스타드
- 덴마크 - 덴마크 코이에
- 미국 - 미국 레드윙
- 아이슬란드 - 아이슬란드 스카가피요즐(Skagafjörður)